# Wittek (Comiczeichner)
Wittek (* 17. November 1964 in Dinslaken als Thomas Wittke) ist ein deutscher Comiczeichner.

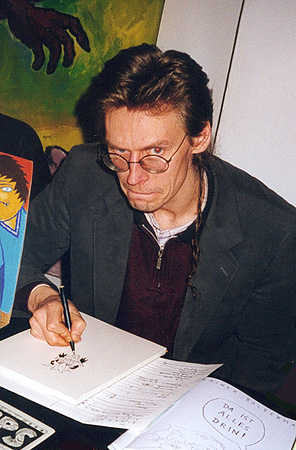
Wittek signiert auf dem Hamburger Comic Festival Heftich

## Leben

### Jugend
Wittek wuchs in Dinslaken am Niederrhein mit seinen beiden Brüdern auf. Erste zeichnerische Einflüsse kamen durch den Vater Lutz-Peter Wittke zustande, der als technischer Zeichner bei Pintsch Bamag arbeitete und in der Freizeit Cartoons im frankobelgischen Stil der 1960er Jahre erstellte.
Von 1978 bis 1979 fertigten Wittek und sein Bruder Peter jeden Monat ein Comicheft mit Einseitern, die Funnies, Abenteuer- und Superheldengeschichten zum Thema hatten. 1984 arbeitete er im Rahmen einer Arbeitsbeschaffungsmaßnahme als Betriebsschlosser bei Babcock in Sterkrade. Ende der 1980er absolvierte Wittek in Essen eine Ausbildung zum Druckvorlagenhersteller der Fachrichtung Reprovorbereitung in einer der letzten Werbeagenturen ohne Computer. In dieser Zeit gab er sich das Pseudonym Wittek (die letzten beiden Buchstaben im Nachnamen wurden umgedreht). Zeichnungen und Comics signierte Wittek bis dato mit den Initialkürzeln T.W. bzw. TEWE. 1991 zog er von Dinslaken nach Hamburg, wo er freiberuflich Arbeiten als Illustrator ausführte.

### Studium und Arbeit in Hamburg
An der Fachhochschule für Gestaltung studierte er Anfang der 1990er Jahre Illustration bei Erhard Göttlicher, Zeichnen bei Anke Feuchtenberger und Klaus Ensikat, Trickfilm bei Stefan Schabenbeck, Buchkunst bei Juergen Seuss und Geräuschmusik bei Asmus Tietchens. Ebendort zeichnete er Beiträge für das von Rainer Penk gegründete studentische Comicmagazin „Unangenehm“. Für die zweite Ausgabe, Thema war Rock´n Roll, steuerte er eine Hommage an Frank Zappas Album Joe’s Garage bei. In der letzten Ausgabe erschien sein Comic „Non Suavis Genese“, für den Wittek seine erste Auszeichnung erhielt.
Von Juni 1995 bis Juni 1996 entstand, auch in der Fachhochschule für Gestaltung, das einjährige Comicprojekt Ersatzflüssigkeit nach dem Prinzip der stillen Post: Ein Zeichner begann auf einer Din-A4-Seite eine Comicgeschichte mit einem Panel, anschließend wurde diese an den nächsten Zeichner weitergegeben, bis die Seite abgeschlossen war. Hunderte Seiten wurden auf diese Weise gezeichnet und schließlich im Juli 1996 im Rahmen einer Ausstellung im Hamburger Café Ohm präsentiert. Teile des Projekts erschienen später in Form eines fotokopierten Comichefts in Witteks Eigenverlag „Edition Rostfrass“.
1996 leitete Wittek an der Volkshochschule der Stadt Pinneberg während eines Semesters den Kurs „Comiczeichnen für Anfänger und Fortgeschrittene“.
Ende desselben Jahres organisierte Ina Duggen mit ihm im Pinneberger Stadtmuseum „Karikatur & Co.“, eine Ausstellung über die Entwicklung der Bildergeschichte – von den Anfängen bis zu den Comics von Grandville bis Robert Crumb.
Mit den „Unangenehm“-Zeichnern Teer, Calle Claus, Björn Kuhnke und Loppe brachte Wittek bis Mai 1999 zwei Ausgaben des Independent-Comic-Magazins „Das Gefühl“ heraus (in der zweiten Ausgabe mit Gastzeichnerin Anke Feuchtenberger), bevor er am 1. April 1999 im Zwerchfell Verlag die erste von insgesamt fünf Ausgaben des „Bizarr Bazar“, einer Heftserie mit ausschließlich eigenen Comics, veröffentlichte.
Die erste Ausgabe des „Bizarr Bazar“ mit dem Titel „Der manierierte Autobiograph“ war eine Sammlung von durch eine Rahmenhandlung verbundenen Kurzgeschichten, die zwischen September 1994 und November 1998 entstanden waren. Die autobiographischen Geschichten handeln von Krankheit (Zahnbehandlung), Drogen (Alkohol-/Tabakgenuss), Kindheit und der Liebe zu den Comics. Es folgten eine zweite und dritte Ausgabe des „Bizarr Bazar“, eine Miniserie mit den Titeln „Inferno Karneval“ und „Operation Dedorf“. In dem Zweiteiler erzählt Wittek eine Geschichte mit katastrophalem Ausgang vom Düsseldorfer Karneval, die er mit seinen Freunden Frank und Rainer am 29. Mai 1990 erlebte.
Ausgabe vier und fünf beinhalten mit der Histerie Kollektion eine Sammlung von teils unveröffentlichten, teils bereits in diversen Fanzines in kleiner Auflage erschienenen Arbeiten Witteks.

### Veröffentlichungen nach dem Studium
Von 1997 an gab Wittek in der „Edition Rostfrass“ die in Auflagen von 30 bis 150 Exemplaren fotokopierten Comic-Heft-Serien „Comiczeichner sind…“, „Heutelein“, „Schmocka“, „Hunde“, „Chwouhl“ und „Boiler“ heraus, die teilweise bis heute fortgesetzt werden. An diesen Heften haben diverse Zeichner aus Witteks Freundeskreis, wie Rainer Baldermann, Till Lenecke, Olli Ferreira, René Roggmann, Calle Claus, Christian 3 Rooosen und Haina Fischer mitgearbeitet. Auch Teile des Projekts Ersatzflüssigkeit wurden hier veröffentlicht.
Die „Boiler“-Comics entstanden ab 1997 zusammen mit dem Freund und Comiczeichner Loppe (eigentlich Olaf Zelewski). Die Figuren des Comics und die Welt, in der sie leben, besteht nur aus Metall, Schrott, Werkzeug und Maschinen. In der Kulturwerkstatt Harburg fand am 12. Dezember 1997 die Vernissage zur einmonatigen, großen „Boiler“-Ausstellung statt. Die beiden beabsichtigen, das Projekt weiterzuführen.
In den Ully-Arndt-Studios arbeitete Wittek von 1998 an als Werbeillustrator, Trickfilmreinzeichner und Assistent von Michael Verhülsdonk und lernte den Umgang mit diversen Computerprogrammen. Ebendort illustrierte er von 2000 bis 2001 als Ghostzeichner von Ully Arndt die wöchentliche Serie Mecki für die Fernsehzeitschrift Hörzu. Gleichzeitig zeichnete er für das Jugendmagazin Bravo die Serien Livebrain und Spry, nach Texten von Olli Ferreira.

### Vorsitzender der Initiative Comic Kunst
Vom Frühjahr 2000 bis Anfang 2006 war Wittek in Nachfolge von Ulf Harten 1. Vorsitzender der Initiative Comic Kunst e.V. (kurz INC.) und organisierte das in Hamburg jährlich stattfindende Comic-Independent-Festival Heftich. Zu Heftich 7 am 4. Dezember 2005 brachte er als Trotzreaktion zur expandierenden Mangawelle mit Ans de Bruin, Sven Taucke, Till Felix, Maikel Das, Gunnar Saecker, Calle Claus, Kenichi Kusano, Simone Kesterton, Dice und Till Lassmann das Doublefeatureheft „Tokyo Punk“ (2 mal 64 Seiten mit kunstvoller Banderole) heraus. Das Heft beinhaltet Mangas von deutschen Untergrundzeichnern.
Vom 7. September bis 9. November 2002 präsentierte er seine erste große Einzelausstellung in der Comicgalerie Grober Unfug in Berlin-Kreuzberg.
Im Mindener Tageblatt erschien vom 6. Dezember 2003 bis zum 9. Februar 2004 in 44 Episoden Witteks Comicstrip-Umsetzung von Goethes Faust Teil 1.
Von 2003 bis 2008 war er Herausgeber der, im Verlag Schwarzer Turm jährlich erschienenen, Comic-Anthologie „Panik Elektro“. Jede Ausgabe widmete sich einem speziellen Thema, das von Zeichnern der deutschen und internationalen Comicszene auf knapp 300 Seiten ausgearbeitet wurde. Der Reihenfolge nach erschienen so Ausgaben zu den Themen „Autobiographischer Horror“, „Superhelden und Science Fiction“, „Lovestories“, „Mein größter Fehler“, „Disco“ und „Donnerstag, der 10. Januar 2008“.
2004 gründete Wittek zusammen mit Karl Nagel, dem ehemaligen Kanzlerkandidaten der Anarchistischen Pogo-Partei Deutschlands (APPD), in Hamburg-Bahrenfeld das Comicstudio Alligator Farm. Hier drehten sie 2005 einen, nach der ersten Ausstrahlung verbotenen, Wahlkampfspot für die APPD.
Neben der Arbeit an eigenen Projekten, wie der „Hunger“-Geschichte für das Hamburger Horrorcomicmagazin „Elbschock“ und seiner Mitarbeit an „Alphatier“, dem ersten Comic mit einem Superhelden in Hamburg, fungierte Wittek bei Alligator Farm als Zeichenlehrer und Mentor. So schufen Karl Nagel und er zusammen mit Studenten, Arbeitslosen und Comicfans Perry – Unser Mann im All, die Fortsetzung der 1975 eingestellten gleichnamigen „Perry Rhodan“-Comicumsetzung.

### Arbeiten nach 2006
2006 startete exklusiv auf Spiegel Online die Comicserie „Dr. Hirnhardts kleines Genlabor“. Eine Koproduktion mit dem Graphiker und Texter Sven Taucke.
Im Juni 2006 erregte Witteks „Perry-Rhodan“-Parodie Chwouhl 3 - Perry Hoden bei seiner Präsentation auf dem 12. Internationalen Comic-Salon in Erlangen Aufmerksamkeit, nicht zuletzt wegen des vehementen Einsatzes des Geräuschworts „Kochonsel“ sowohl im Comic selbst, als auch als Graffiti auf Wänden, Möbeln und menschlichen Körpern. Perry Hoden ist ein, zusammen mit Till Felix produziertes, Ergebnis der anderthalbjährigen Zusammenarbeit mit den „Crocos“ der Alligator Farm.
Für das Comic „Energie!“ (Isabel Kreitz, Andreas Knigge u. a., Hoffmann und Campe, 2008) arbeitete Wittek als Kolorist (Wittek wird im Impressum nicht erwähnt).
Zur deutschlandweiten Werbekampagne „Laces“ der Firma Converse im Frühjahr 2009 steuerte Wittek gestalterische Illustrationselemente und Comicfiguren bei.
Im Rahmen der Kulturhauptstadt RUHR.2010 fand im Januar 2010 Witteks erste Ausstellung in der Szenekneipe „Ulcus“ in seiner Geburtsstadt Dinslaken statt.
Für Ulf Hartens Hamburg Total-Kalender 2013 zeichnete Wittek das Oktoberbild Hamburg-Ottensen.
Seit Ende 2013 zeichnet Wittek im Auftrag der Behörde für Umwelt, Klima, Energie und Agrarwirtschaft (BUKEA) in Hamburg-Wilhelmsburg Wimmelbilder von Hamburger Parks. Als Faltblätter sind erschienen: Altonaer Volkspark (Januar 2014), Stadtpark Winterhude (April 2014), Harburger Stadtpark (November 2014), Rund um die Alster (Februar 2016), Bergedorfer Schlossgarten (Oktober 2016), Planten un Blomen (März 2020).
Für seine Heimatstadt Dinslaken zeichnet er seit März 2017 an einem 12-teiligen Panorama der Stadt.

### Privates
Seinen Lebensunterhalt verdient Wittek als Grafikdesigner, Herausgeber, Verleger, Comiczeichner, Zeichenlehrer, Illustrator und Reinzeichner für Werbezeichentrickfilme. Wittek lebt in Hamburg-Altona. Seit Februar 2013 unterrichtet er Comiczeichnen in einem monatlich stattfindenden Abendkurs in seinem Atelier im Frappant, Hamburg.

## Auszeichnungen
- 1998 ICOM Independent Comic Preis in der Rubrik Bester Comic-Beitrag „Realistisch“ für Non Suavis Genese in „Unangenehm 5“
- 2005 ICOM Independent Comic Preis in der Rubrik Bester Comic-Beitrag „Funny“ für Panik Elektro 2

Außerdem lobende Erwähnungen des ICOM für Bizarr Bazar 1 (1999), Grimm 2 - Rotkäppchen (zusammen mit Eckart Breitschuh, 2001), Bizarr Bazar 4 (2003) und Panik Elektro 1 (2004)